# Municipio de Mexticacán
El municipio de Mexticacán es uno de los ciento veinticinco municipios en que se encuentra dividido el estado mexicano de Jalisco, se ubica en la región Altos Sur, ubicada al noreste del estado. Su cabecera municipal es Mexticacán.

## Toponimia
Mexticacán proviene del náhuatl "Mizquiticacán" y tiene los siguientes significados:
Mezquitl = mezquite,  itic = dentro,  can = lugar; que significa "lugar entre mezquites".
Mexticacán aparece en la toponímica del estado de Jalisco como el "Lugar donde está el templo de la luna" Metztli = luna, teocalli = templo, can = lugar  y  Metztli = luna, cacán = lugares, "Lugares con luna".
A partir de la creación del escudo y el inicio de las Ferias Invernales Mexticacán se popularizó con la interpretación de "Lugar donde se trabaja a la faz de la luna".

## Historia
Gran número de sus antiguos pobladores se dedicaban a fabricar loza de barro y cuando no les alcanzaba el día para sus labores, salían al patio de la casa a proseguir su faena, aprovechando la luz de la luna. Esta es la explicación de su nombre "Hombres que trabajan a la luz de la luna". El lugar ya estaba poblado a la llegada de los españoles. Sus primeros pobladores fueron tecuexes, que situaban sus poblados en la falda de los montes, donde formaban verdaderas fortalezas para defenderse de los chichimecas. Hacia principios del siglo VII se registró una arrolladora inmigración en toda la región y particularmente en los pueblos tecuexes; los caxcanos peregrinantes de origen nahuatlaca pelearon valerosamente contra los belicosos tecuexes, contra los zacatecos, huachichiles y otros sin tregua ni descanso, continuaron ensanchando el campo de sus conquistas fundando muchas poblaciones, entre ellas Mexticacán. Antes de la conquista este lugar era el cacicazgo de Mexticacán.
Nuño Beltrán de Guzmán expedicionó por esta zona tratando de someter a los aborígenes de Nochistlán Zacatecas, en donde estuvo a punto de perecer en una emboscada que le tendieron en el peñón de Nochistlán. En las navidades de 1531 esta población fue conquistada por el capitán español Cristóbal de Oñate, enviado por Nuño de Guzmán, llevando como oficial a Miguel de Ibarra, de quien tomo su apellido la profunda barranca y el paso del río Santiago Tolotlán por haber sido el primero en vadearlo. En 1825 Mexticacán tiene ayuntamiento; el 12 de enero de 1836 queda como sección municipal y el 13 de marzo de 1837 es cabecera de partido del distrito de lagos, perteneciendo al partido de Teocaltiche. Posteriormente, de 1869 a 1895 perteneció al 11.er cantón de Teocaltiche. El 19 de abril de 1879 se le concedió el título de villa al pueblo de Mexticacán.

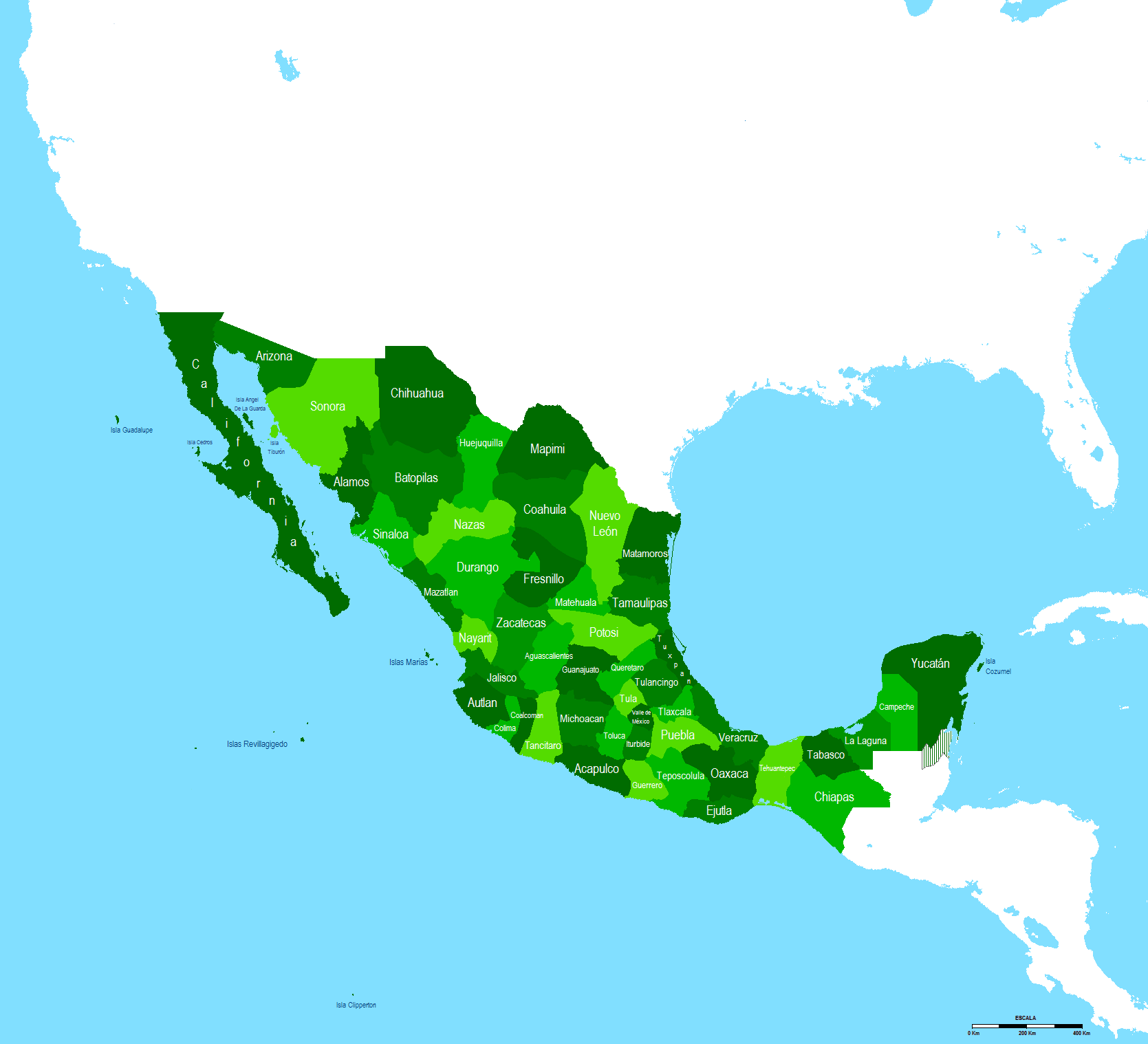
Aguascalientes y Altos de Jalisco durante el gobierno de Maximiliano.

## Escudo
El Escudo de Mexticacán es una creación y propuesta de los señores: Plutarco Lomelí Padilla, Juan López, Natalio García, Humberto Mejía Ruvalcaba, Jesús Mejía Pérez y Juan Lomelí Jáuregui, quienes le encargan al reconocido acuarelista jalisciense Alfonso de Lara Gallardo el diseño en 1964.
Los colores azul y amarillo son los representativos del estado de Jalisco.
El yelmo y la alabarda representan la presencia de los conquistadores españoles en estas tierras.
La figura del Templo Parroquial alude al fervor religioso de los habitantes de este municipio.
En rojo, el cerro del Corazón de Jesús que es distintivo de esta municipalidad.
El jeroglífico prehispánico del ojo es una referencia de la toponimia de Jalisco
La luna representan el trabajo y laboriosidad de los oriundos de este municipio, haciendo referencia a una de las interpretaciones del nombre Mexticacán "Hombres trabajando a la luz de la luna".
Posterior a su creación en 1964 este escudo es utilizado en papelería oficial del H. Ayuntamiento.

## Descripción geográfica

### Ubicación
Mexticacán se encuentra situado en la parte noroeste de Jalisco entre las coordenadas 21º12’00" a 21º24’00" de latitud norte y 102º37’00" a 102º51’40" longitud oeste; a una altitud de 1,630 metros sobre el nivel del mar.
El municipio colinda al norte con el estado de Zacatecas; al este con el estado de Zacatecas y los municipios de Teocaltiche, Jalostotitlán y Cañadas de Obregón; al sur con los municipios de Cañadas de Obregón y Yahualica de González Gallo; al oeste con los municipios de Yahualica de González Gallo y el estado de Zacatecas.

### Localización en el Bajío Occidental

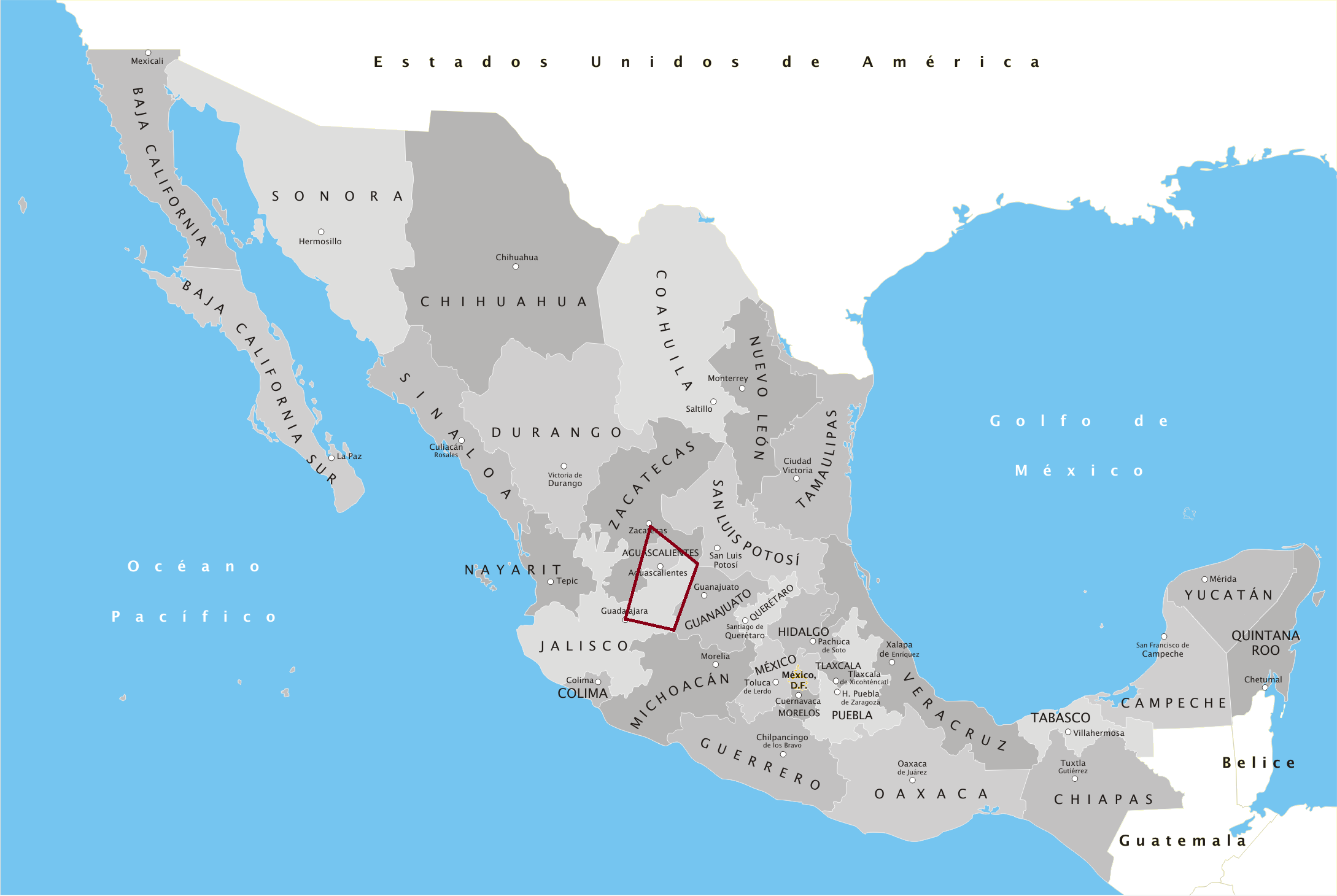
Ubicación aproximada del Bajío Occidental

El Bajío Occidental es una subregión del Bajío Mexicano que alberga las tierras al norte y occidente de dicho territorio. Incluye partes del estado de Aguascalientes, Zacatecas, los Altos de Jalisco y llega en su extremo oeste a la ciudad de Guadalajara. El crecimiento económico de la región es comparado al de las potencias asiáticas.

### Orografía
En general su superficie está conformada por zonas planas (63%), también hay zonas semiplanas (32%) y zonas accidentadas (5%).
Suelos. El territorio está constituido principalmente por rocas ígneas y sedimentarias, con algunas cúspides de antiguos volcanes y algunos manchones de basalto. La composición de los suelos de tipos predominantes Planosol Eutrico y Feozem Háplico. El municipio tiene una superficie de 20,499 hectáreas de las cuales 12,400 son utilizadas con fines agrícolas, 7,942 en la actividad pecuaria, 64 son de uso forestal y 93 son suelo urbano. En lo que a la propiedad se refiere, una extensión de 19,967 hectáreas es privada y otra de 532 es ejidal; no existiendo propiedad comunal.

### Hidrografía
Sus recursos hidrológicos son proporcionados por los ríos: El Verde e Ipalco; los arroyos: El Capulín, que es permanente, El Gato, Cañada Honda y Los Tepetates; Agua Blanca, El Frontón y Arrastradero; las presas de almacenamiento: Mexticacán, San Nicolás, Santa Rita y Potrero del Bajío.

### Clima
El clima es semiseco, con otoño, invierno y primavera secos, y templado, sin cambio térmico invernal bien definido. La temperatura media anual es de 18.3 °C, con máxima de 37 °C y mínima de -2 °C. Contando con una precipitación media de 618.3 milímetros. El promedio anual de días con heladas es de 20.8. Los vientos dominantes son en dirección del noroeste al sur.

### Flora y fauna
Su vegetación se compone de bosques naturales con especies como: cedro, sabino, álamo y mezquite. Con respecto a la fauna, existen especies menores como el tlacuache, conejo, ardilla, aves y algunos reptiles.

## Demografía

### Localidades
En el censo de 2020 el municipio de Mexticacán contaba con 49 localidades.
| Código INEGI      | Localidad         | Población (2020) |
| ----------------- | ----------------- | ---------------- |
| 140600001         | Mexticacán        | 3 349            |
| Otras localidades | Otras localidades | 1 958            |
| Total municipal   | Total municipal   | 5 307            |

## Economía

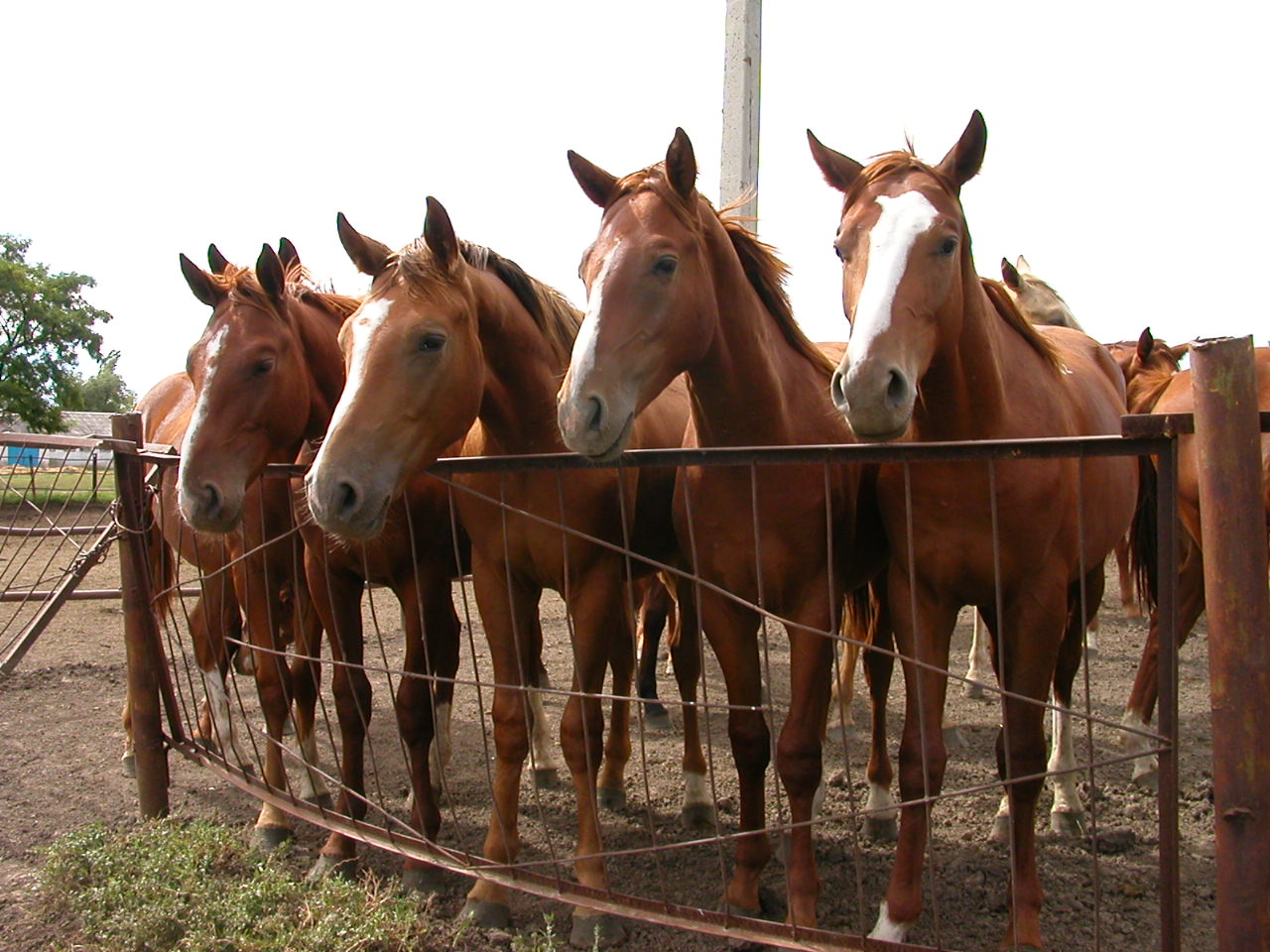
Se cría ganado equino en el municipio.

Ganadería. Se cría ganado bovino, ovino, caprino, equino y porcino.
Agricultura. Destacan el maíz, sorgo, frijol y empanadas.
Comercio. Predominan los establecimientos dedicados a la venta de productos de primera necesidad y los comercios mixtos que venden en pequeña escala artículos diversos.
Industria. Destaca la explotación de minas, canteras y fabricación de productos helados (nieve y paletas).
Servicios. Se prestan servicios profesionales, técnicos comunales, sociales, personales y de mantenimiento.
Pesca. Se captura bagre y carpa para consumo local.

## Educación
Mexticacán cuenta con varios centros educativos de educación básica, preescolar, primaria, secundaria y preparatoria.
Pre-escolar
- Jardín de Niños Ana María Casillas
- Jardín de Niños Federico Froebel
- Jardín de Niños Eduardo Maliachi
- Jardín de Niños Lomas de la Presa (CONAFE)

Primaria
- Escuela Maestro Saul Rodiles
- Escuela J. Jesús González Gallo
- Esucela Wilebalda Rodríguez Jiménez

Secundaria
- Escuela Secundaria Técnica n.º 23

Preparatoria
- COBAEJ EMSAD 35-A, plantel Mexticacán

Educación especial
- CAM 61 José de Jesús García Martínez (Niveles que atiende: preescolar, primaria y Formación laboral)

## Turismo
Artesanías
- Elaboración de: anillos y medallas de oro, plata y cobre; talabartería, sillas de montar, bordados y deshilados.

Templos
- Parroquia de San Nicolás de Tolentino
- Santuario del Sagrado Corazón de Jesús
- Santuario de los Mártires
- Santuario de la Virgen de Guadalupe
- Capilla de Acasico

Parques y reservas
- Rivera del Río Verde.
- Río de Ipalco.

Sitios históricos
- Hacienda de San Agustín.
- Hacienda de Canales.
- Palacio municipal.

## Fiestas
Fiestas civiles
- Feria invernal de la paleta. Última semana de diciembre. Acuden a estas festividades paisanos que radican en diferentes partes del país y en el extranjero, muchos de ellos se dedican a la fabricación y venta de helados y sus materias primas. Este oficio como muchos otros artesanales se ha ido heredando de generación en generación.

Fiestas religiosas
- Llevada de la imagen del Sagrado Corazón de Jesús de su Santuario, primer domingo de septiembre. Fecha variable.
- Fiesta en honor de San Nícolas de Tolentino. Del 1 al 10 de septiembre.
- Fiesta en honor de la Virgen de Guadalupe 12 de diciembre.

## Gobierno

### Presidentes municipales
| Presidente municipal          | Período               | Partido político | Notas                           |
| Silvia Gómez Medina           | 01-01-1983–31-12-1985 | PRI              |                                 |
| Leonerdo Mercado Ortiz        | 01-01-1986–31-12-1988 | PRI              |                                 |
| Arnulfo Ayón García           | 01-01-1989–1992       | PRI              |                                 |
| Miguel García Santibáñez      | 1992–1995             | PRI              |                                 |
| José Genaro Torres Plascencia | 1995–1997             | PRI              |                                 |
| René Martín Aguirre Cordero   | 01-01-1998–31-12-2000 | PAN              |                                 |
| Rubén Pérez Lomelí            | 01-01-2001–31-12-2003 | PAN              |                                 |
| Jesús Yáñez González          | 01-01-2004–31-12-2006 | PAN              |                                 |
| Benito Pérez Sandoval         | 01-01-2007–31-12-2009 | PAN              |                                 |
| José Alberto Torres García    | 01-01-2010–30-09-2012 | PRI Panal        | Coalición "Alianza por Jalisco" |
| Rafael Estrada Jáuregui       | 01-10-2012–30-09-2015 | PAN              |                                 |
| Juan Ramón Lozano Jáuregui    | 01-10-2015–30-09-2018 | PRI              |                                 |
| Nadia Noemí Ortiz Pérez       | 01-10-2018–30-09-2021 | PAN              |                                 |
| Leonardo Gómez Lomelí         | 01-10-2021–           | PRI              |                                 |